# Gobenowsee
Der Gobenowsee liegt in der Mecklenburgischen Seenplatte südöstlich von Mirow und südwestlich von Neustrelitz im Süden Mecklenburg-Vorpommerns nahe der Grenze zu Brandenburg. Er ist zirka 3,5 Kilometer lang. Die Breite beträgt im Westen bis zu 1,2 Kilometer, im Osten noch zirka 250 Meter. Der See verfügt über ein größeres Westbecken mit einer langgestreckten Bucht in Richtung Osten. 
Es besteht ein Zufluss aus dem westlich gelegenen Rätzsee über die Drosedower Bek, die in südlicher Richtung fließt und im Nordwesten in den See mündet. Im Süden fließt aus dem Gobenowsee in Richtung Labussee die Dollbek ab. In Richtung Osten besteht eine Verbindung zum Klenzsee.
Die Ufer sind fast komplett bewaldet und meist mit Schilf bestanden. Am Nordufer befindet sich ein Campingplatz. Im Nordosten grenzt der Wustrower Ortsteil Seewalde an den See. Unweit des südlichen Ufers liegt Neu Canow.